# Caledonia (Minnesota)
Caledonia ist eine Kleinstadt (mit dem Status „City“) und Verwaltungssitz des Houston County im US-amerikanischen Bundesstaat Minnesota. Das U.S. Census Bureau hat bei der Volkszählung 2020 eine Einwohnerzahl von 2.847 ermittelt.

## Geografie
Caledonia liegt im Südosten Minnesotas, rund 20 km westlich des Mississippi, der die Grenze zu Wisconsin bildet. Die Grenze zu Iowa befindet sich rund 20 km südlich. Das Stadtgebiet erstreckt sich über eine Fläche von 7,36 km².
Benachbarte Orte von Caledonia sind Hokah (20,7 km nordöstlich), Brownsville (21,5 km ostnordöstlich), New Albin in Iowa (29,3 km südöstlich), Eitzen (16,7 km südlich), Spring Grove (16 km südwestlich) und Houston (19,4 km nordnordwestlich).
Die nächstgelegenen größeren Städte sind La Crosse in Wisconsin (37,3 km nordöstlich), Wisconsins Hauptstadt (230 km ostsüdöstlich), Cedar Rapids (220 km südlich) und Rochester (116 km nordwestlich). Das Ballungsgebiet um die Städte Minneapolis und Saint Paul liegt 253 km nordwestlich.

## Verkehr
Im Stadtgebiet von Caledonia treffen die Minnesota State Routes 44 und 76 zusammen. Alle weiteren Straßen sind untergeordnete Landstraßen, teils unbefestigte Fahrwege sowie innerörtliche Verbindungsstraßen.
Mit dem Houston County Airport befindet sich an der südlichen Stadtgrenze ein kleiner Flugplatz. Die nächstgelegenen größeren Flughäfen sind der Rochester International Airport (114 km westnordwestlich), der Dane County Regional Airport in Madison (236 km ostsüdöstlich) und der Eastern Iowa Airport in Cedar Rapids (233 km südlich) sowie der größere Minneapolis-Saint Paul International Airport (243 km nordöstlich).

## Geschichte
Nachdem die Gegend in der Mitte des 19. Jahrhunderts von den ersten Weißen besiedelt wurde, ist 1855 eine Poststation eingerichtet worden. 1870 wurde der Ort erstmals als Village of Caledonia inkorporiert. Nachdem 1879 eine Eisenbahnstation der Milwaukee Road errichtet wurde, wurden die Tonvorkommen der Umgebung zur Herstellung von Ziegeln genutzt. Durch den Anstieg der Bevölkerung wurde Caledonia im Jahr 1889 endgültig als selbstständige Gemeinde inkorporiert.

## Demografische Daten
Nach der Volkszählung im Jahr 2010 lebten in Caledonia 2868 Menschen in 1247 Haushalten. Die Bevölkerungsdichte betrug 389,7 Einwohner pro Quadratkilometer. In den 1247 Haushalten lebten statistisch je 2,25 Personen.
Ethnisch betrachtet setzte sich die Bevölkerung zusammen aus 96,8 Prozent Weißen, 1,3 Prozent Afroamerikanern, 0,3 Prozent amerikanischen Ureinwohnern, 0,7 Prozent Asiaten sowie 0,1 Prozent aus anderen ethnischen Gruppen; 0,8 Prozent stammten von zwei oder mehr Ethnien ab. Unabhängig von der ethnischen Zugehörigkeit waren 0,6 Prozent der Bevölkerung spanischer oder lateinamerikanischer Abstammung.
22,7 Prozent der Bevölkerung waren unter 18 Jahre alt, 56,9 Prozent waren zwischen 18 und 64 und 20,4 Prozent waren 65 Jahre oder älter. 51,1 Prozent der Bevölkerung war weiblich.
Das mittlere jährliche Einkommen eines Haushalts lag bei 36.802 USD. Das Pro-Kopf-Einkommen betrug 22.121 USD. 15,5 Prozent der Einwohner lebten unterhalb der Armutsgrenze.

## Bekannte Bewohner
- Ken Nelson (1911–2008) – Musikproduzent – geboren in Caledonia
- William H. Harries (1843–1921) – demokratischer Abgeordneter des US-Repräsentantenhauses[9] – lebte und wirkte jahrelang in Caledonia und ist auf dem Evergreen Cemetery beigesetzt[10]